# Zahrady (Český Brod)
Zahrady jsou osada, součást města Český Brod v okrese Kolín. Původně byly nazývány Podtuchorazké Zahrady a od roku 1869 jako Českobrodské Zahrady. Od roku 1880 jsou součástí města Český Brod a jmenují se pouze Zahrady. Nachází se na jih od Českého Brodu oddělené od města silnicí I/12.
Zástavba se nachází částečně volně roztroušena podél cesty v malém údolí kolem říčky Šembery, částečně naopak při západní hranici obce ve výše položené části. Za centrum obce můžeme označit křížení cesty údolím a cesty mezi Vrátkovem a Tuchorazí.

## Historie
Poprvé se lokalita zmiňuje v 17. století, kdy se zde rozkládalo šestero zahrad bohatých měšťanů z Českého Brodu, kteří zde pěstovali ovoce, se kterým obchodovali. První dům zde stál v roce 1780. V polovině 19. století zde stálo dvanáct domů a díky své příjemné poloze a malé vzdálenosti se Zahrady staly oblíbeným místem svátečních vycházek českobrodských rodin, a vznikly zde dokonce i dvě výletní restaurace.

## Současnost
Dnešní Zahrady se na rozdíl od ostatních lokalit nedaleko Prahy nerozvíjejí divokou zástavbou a ocení je milovníci přírody a individuálních sportů. Zahradami vedou dvě naučné stezky: Naučná stezka Zahrady a Naučná stezka údolím Šembery. Do lesů za Zahrady se lze dostat také po Šemberských stezkách - několika tzv. singletrail. 